# Myosotis bothriospermoides
Myosotis bothriospermoides là loài thực vật có hoa trong họ Mồ hôi. Loài này được Kitag. mô tả khoa học đầu tiên năm 1936.